# Alison Wray
Pour les articles homonymes, voir Wray.
Alison Wray, née le 24 septembre 1971, est une joueuse professionnelle de squash représentant l'Angleterre. Elle atteint en septembre 1998 la 31e place mondiale sur le circuit international, son meilleur classement.

## Biographie
Elle participe aux championnats du monde 1994, s'inclinant au premier tour face à Sue Wright.